# Babka rzeczna
Babka rzeczna, babka szczupła (Neogobius fluviatilis) – gatunek okoniokształtnej ryby z rodziny babkowatych.

## Zasięg występowania
Zasiedla wody słodkie, półsłodkie i słone zlewisk Morza Czarnego, Morza Azowskiego i Morza Kaspijskiego. Introdukowany został w Jeziorze Aralskim. W Polsce jest inwazyjnym gatunkiem obcym, po raz pierwszy zaobserwowanym w Bugu w 1997. Obecnie występuje w dorzeczu Wisły. Obszar występowania gatunku w Eurazji rozciąga się od Kazachstanu i Uzbekistanu aż po kraje bałkańskie.
Osiąga maksymalnie 20 cm długości. Odżywia się głównie skorupiakami.